# Ponte a Bozzone
Ponte a Bozzone ist ein Ortsteil (Fraktion, italienisch frazione) der Gemeinde Castelnuovo Berardenga in der Provinz Siena, Region Toskana in Italien.

## Geografie
Der Ort liegt ca. 10 km westlich des Hauptortes Castelnuovo Berardenga und ca. 4 Kilometer nordöstlich der Stadt Siena auf 235 m s.l.m. Im Jahr 2001 hatte er ca. 630 Einwohner. 2011 waren es 851. Der Ort liegt wenige Meter nördlich des Flusses Bozzone, der hier die Gemeindegrenze zu Siena (Monteliscai) darstellt.

## Beschreibung und Geschichte
Der Ort entstand im Tal zwischen den höhergelegenen Villen von Monciano und Geggiano sowie der Kartause von San Pietro a Pontignano an der Brücke über den Bozzone. Vor 1919 bestand der Ort aus 3 Gebäuden. Das heutige Ortsbild entstand ab den 1970er Jahren, als viele neue Häuser errichtet wurden. Heute ist der Ort nach Quercegrossa der zweitgrößte Ortsteil von Castelnuovo Berardenga.

## Sehenswürdigkeiten

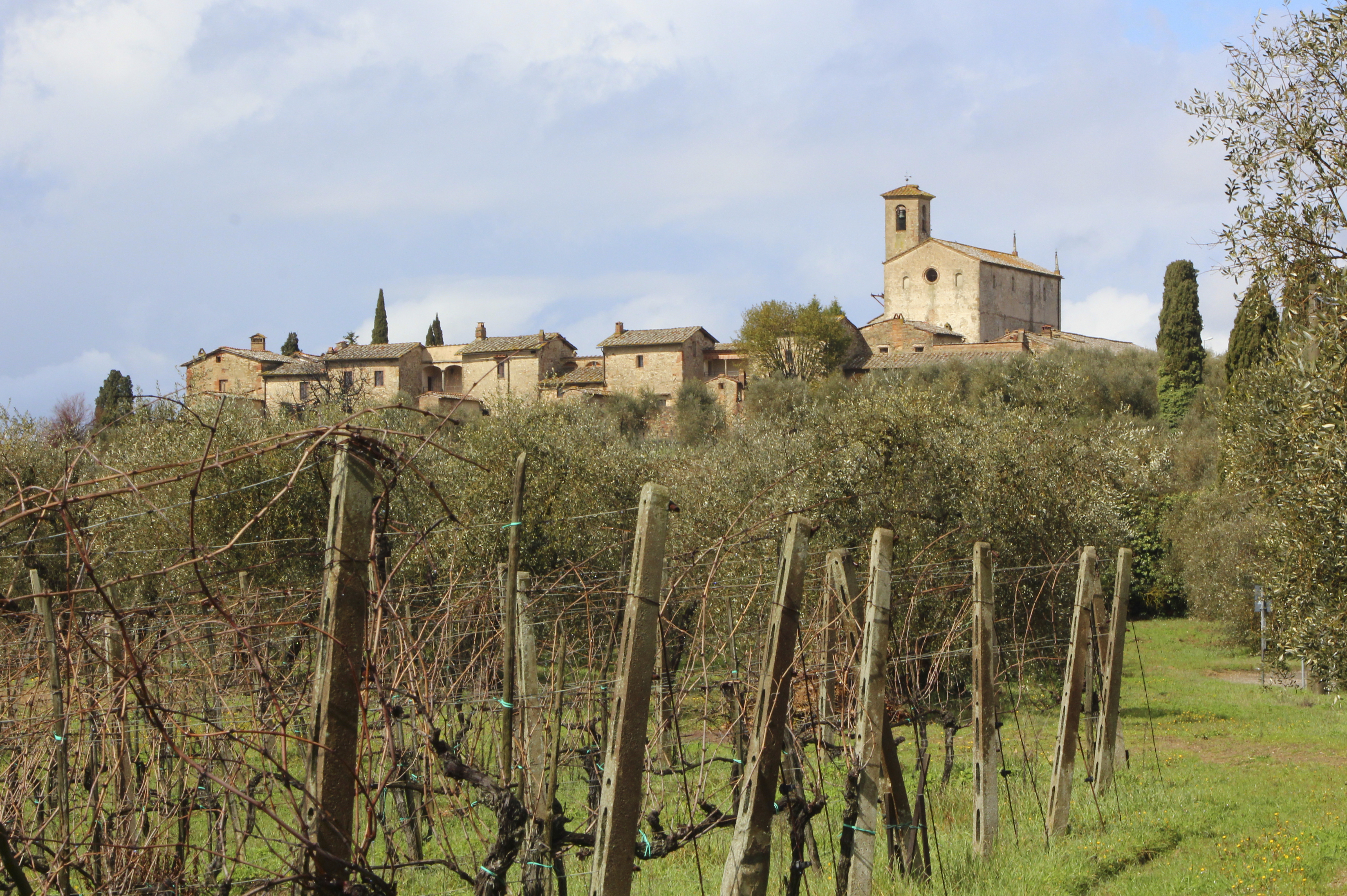
San Pietro a Pontignano

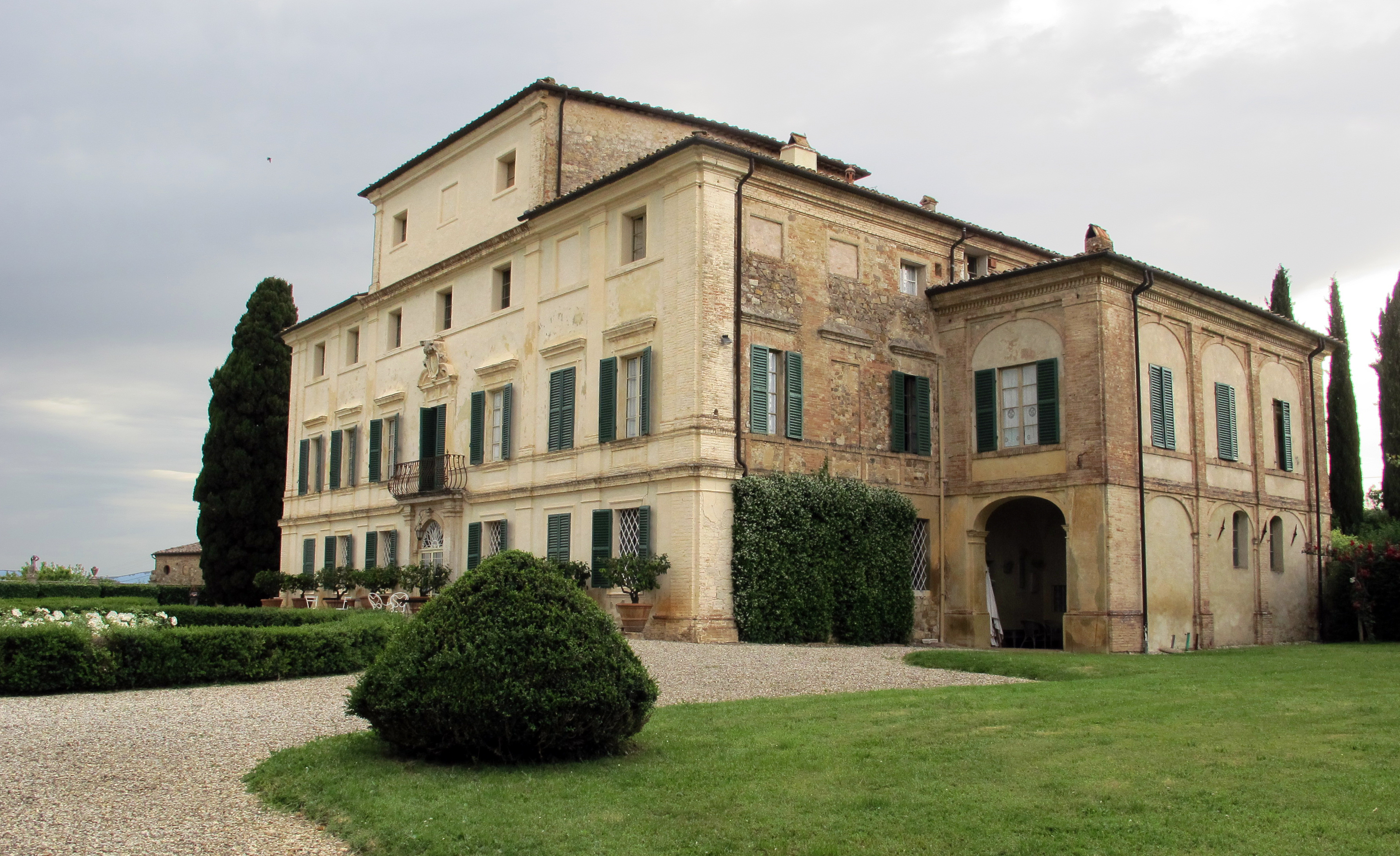
Die Villa di Geggiano

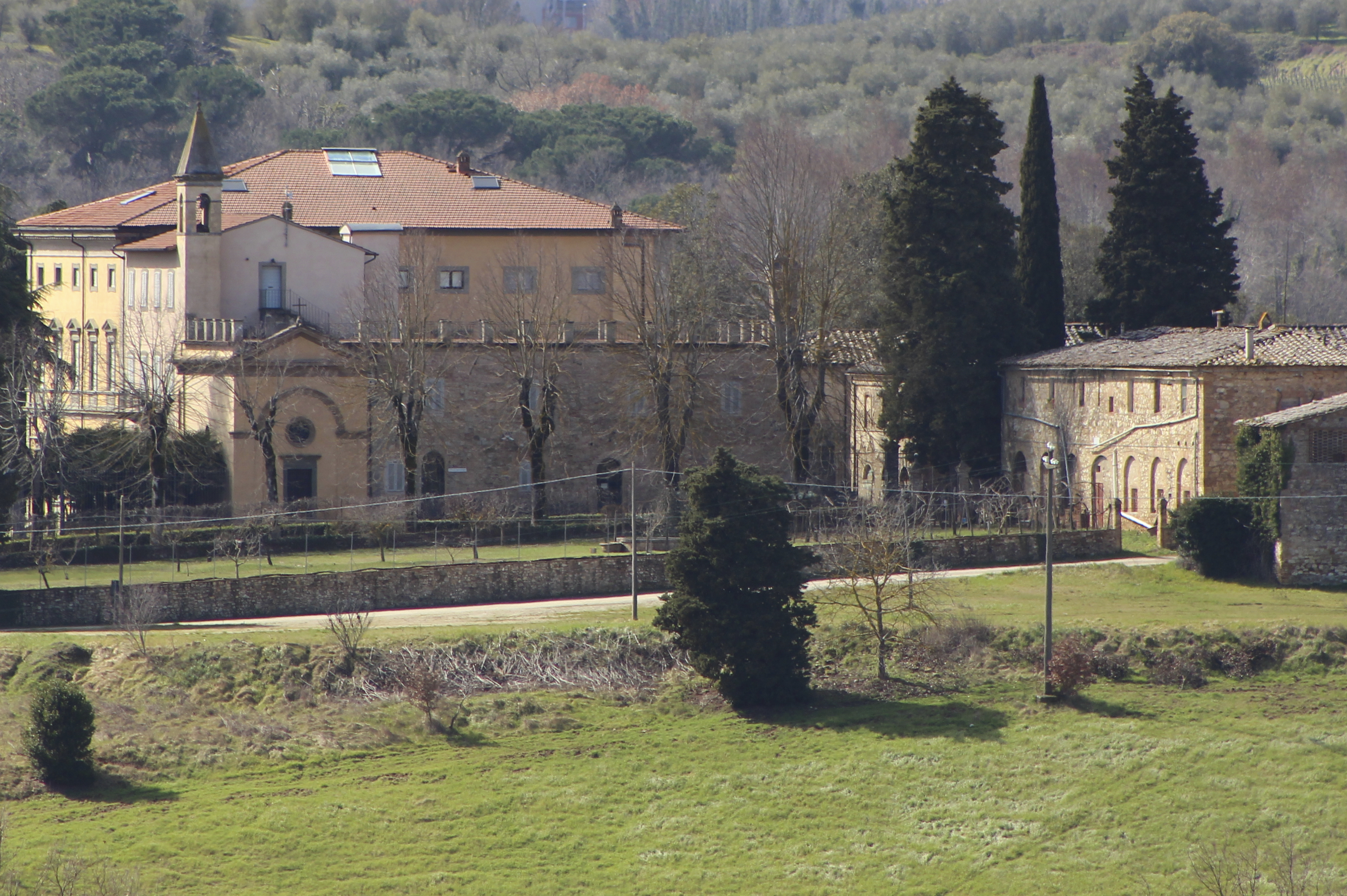
Die Villa di Monaciano

- Santi Pietro e Paolo, von 1998 bis 2007 erbaute Kirche im Ortskern.[3] Seit dem 23. März 2011 ist die Kirche offizieller Nachfolger der Pfarrkirche Santi Pietro e Paolo von Monteliscai, die damit ihre Funktionen verlor.[4] Die Orgel der Kirche wurde 2011–2012 von Paolo Ciabatti installiert und stammt aus der Kirche St. Kastor in Miesenheim. Hier wurde sie 1963 von Josef Klein aus Obersteinebach mit Materialien einer Orgel von 1922 erbaut.[5] Die Orgel wurde im Dezember 2012 eingeweiht.[6]
- Ponte sul Bozzone, Brücke über den Fluss Bozzone, die im 16. Jahrhundert dokumentiert wurde, wahrscheinlich aber aus dem 13./14. Jahrhundert stammt. Die Brücke wurde am Anfang des 19. Jahrhunderts restauriert,[7] die Arbeiten wurden 1821 unter der Leitung von Agostino Fantastici durchgeführt.[8] Im Zweiten Weltkrieg erlitt die Brücke schwere Schäden und wurde danach neu errichtet.[7]
- Certosa di San Pietro, Kartause in der Località Pontignano (324 m[1]), ca. 2,5 km nördlich des Ortes an der Straße nach Vagliagli, die San Pietro gewidmet ist. 1341 wurden durch Bindo di Falcone die Grundstücke erstanden, die Erlaubnis zum Bau einer Kartause stammt von 1343. Die Befestigungsmauern stammen aus dem Jahr 1385[9] und wurden von der Republik Siena erbaut. Die Gebäude enthalten Fresken, die unter der Leitung von Bernardino Poccetti entstanden, darunter die Gemälde Passione, San Giovanni Battista, San Brunone und Storie della Vergine (alle innerhalb der Kirche), Morte di San Brunone und Storie della Passione (Chiostro grande/großer Kreuzgang) sowie Ultima cena (Refektorium). Weitere Werke entstanden durch die Nasini.[9] Im Zuge der Pazzi-Verschwörung wurde die Kartause 1478 in Brand gesteckt. Nach dem Wiederaufbau wurde Pontignano im Konflikt zwischen Siena und Florenz 1554 von verschiedenen Truppen eingenommen. Ab 1785 bis zur Auflösung durch napoleonische Truppen am Anfang des 19. Jahrhunderts gehörte San Pietro zu den Kamaldulensern. Seit 1959 ist die Kartause von Pontignano im Besitz der Universität Siena.[9]
- Villa di Geggiano, ca. 1,5 km nordöstlich von Ponte a Bozzone gelegene Villa der Località Geggiano (326 m[1]). Die bestand seit den 1530er Jahren aus kleineren Häusern[10] und diese wurden 1768 zur Hochzeit von Anton Domenico Bianchi Bandinelli mit Cecilia Chigi zur Villa umgestaltet. 1799 arbeitete der englische Maler Ignazio Moder an den Fresken der Korridore im Erdgeschoss, die oft auf den Vorlagen von Giuseppe Zocchi basierten. Die Kapelle Madonna del Rosario entstand zwischen 1768 und 1799.[10]
- Villa di Monaciano, ca. 1,5 km nordwestlich gelegene Villa in der Località Monaciano, die im 17. Jahrhundert entstand und 1692 als Besitz von Acrizia Chigi dokumentiert wurde. Damals gehörte die Gegend administrativ zu Monteliascai. Zwischen 1870 und 1885 wurde die Villa durch Alessandro Pucci Sansedoni wesentlich verändert. Die Villa besitzt einen Englischen Landschaftsgarten (Giardino all’inglese).[10]

## Verkehr
- Ponte a Bozzone liegt an der Provinzalstraße Via Chiantigiana SP 408, die von Siena nach Gaiole in Chianti und weiter nach Montevarchi führt. Der nächstgelegene Anschluss an den Fernverkehr ist die Anschlussstelle Siena Nord am Raccordo autostradale 3. Diese liegt ca. 5 km westlich, muss aber über Siena angefahren werden (ca. 9 km Gesamtstrecke).
- Die nächstgelegene Haltestelle des Schienenverkehrs liegt in Siena, ca.  5 km entfernt. Sie liegt an der Bahnlinie Siena-Empoli-Chiusi/Grosseto.